# 古达奇村委员会
古达奇村委员会（俄语：Гудачинский сельсовет）是俄罗斯联邦阿穆尔州马格达加奇区所属的一个村委员会。其下辖有1个居民点，行政中心为古达奇。据2016年统计，该村委员会的人口为377人。